# Huonhalvön

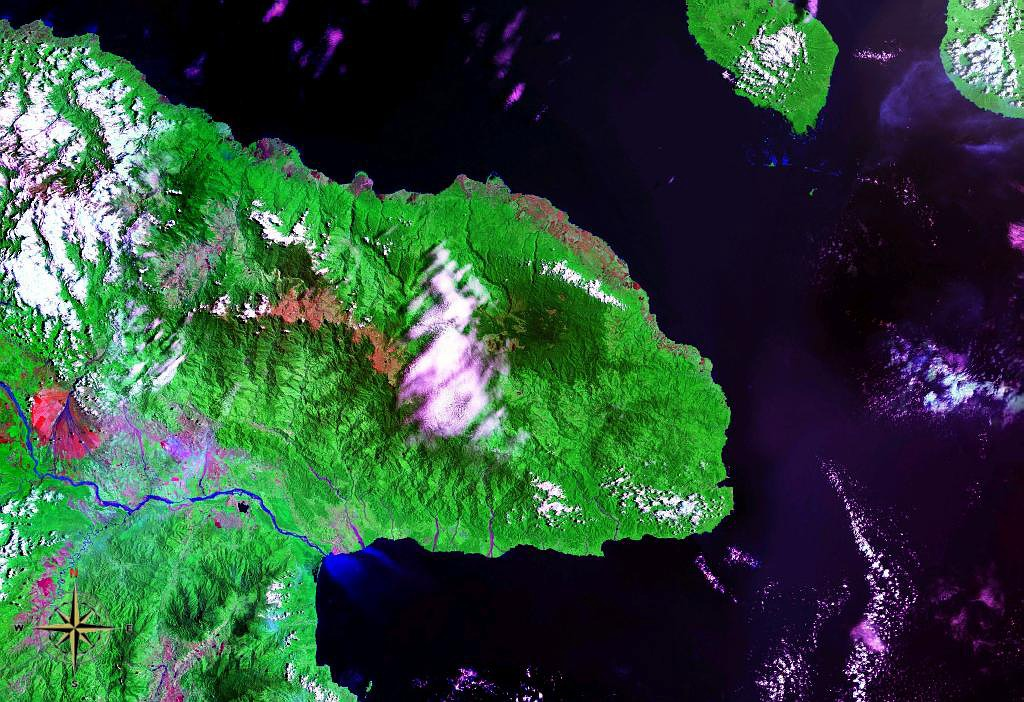
Huonhalvön sedd från rymden

Huonhalvön är en stor kuperad halvö på Nya Guinea i provinsen Morobe i Papua Nya Guinea. Den har fått sitt namn efter den franska upptäckaren Jean-Michel Huon de Kermadec. Halvön domineras av de stupande Saruwagedbergen, Finisterrebergen och Cromwellbergen. Närmsta större stad är provinshuvudstaden i Morobe, Lae i söder, medan det i norr finns mindre samhällen såsom den forna tyska staden Finschhafen, distriktshuvudstaden i Wasu, Malalamai och Saidor där Saidor Airport ligger.
I området genomfördes fälttåget på Huonhalvön under Andra världskriget 1943-1944 då japanska trupper drog sig tillbaka från staden Lae och slog sig fram över Finisterrebergen till Madang på halvöns norra sida.

## Flora och fauna
Regnskogarna som täcker dessa berg utgör habitat för många fåglar och djur och har fått status som ekoregionen Huon Peninsula Montane Rain Forests. Regnskogen på sluttningarna består av lägre träd och mera örter än man finner i andra låglandsregnskogar runt omkring i världen, där trädarter såsom Pometia, Canarium, Anisoptera, Cryptocarya-lagrar och Terminalia dominerar medan högre liggande sluttningar har tätare skogar av än mindre träd och de högre sluttningarna på Cromwellbergen har den bäst bevarade skogarna med Dacrydium på södra hemisfären.
Bland däggdjuren kan nämnas den hotade Matschies trädkänguru och fågelarterna utgörs av många typiska Australasiska släkten såsom lövsalsfåglar, australhakar, honungsfåglar (däribland den endemiska vitfläckiga honungsfågeln) och paradisfåglar (inklusive den endemiska Huonastrapia). Här finns även endemiska fjärilsarter. Även om en del avverkning har skett och risken alltid finns att mera avverkas, är större delen av Huonhalvöns berg till största del ostörda.

## Naturskydd
6 juni 2006 sattes Huons kustterrasser upp på Papua Nya Guineas tentativa lista.
2009 grundades YUS naturvårdsområde på halvöns norra del. YUS omfattar 760km² och inkluderar tre floder: Yopno, Uruwa och Som, efter vilka den fått initialerna i namnet.